# Понте-Гардена
Понте-Гардена (італ. Ponte Gardena, нім. Waidbruck Вайдбрук) — муніципалітет в Італії, у регіоні Трентіно-Альто-Адідже, провінція Больцано.
Понте-Гардена розташоване на відстані близько 530 км на північ від Рима, 70 км на північний схід від Тренто, 18 км на північний схід від Больцано.
Населення — 199 осіб (2014).

## Демографія
Населення за роками:

Станом на 1 січня 2023 року в муніципалітеті офіційно проживав 31 іноземець з 6 країн, серед них 1 громадянин країн Євросоюзу.

## Сусідні муніципалітети
- Барб'яно
- Кастельротто
- Лайон